# 若昂科斯塔
若昂科斯塔（葡萄牙語：João Costa）是巴西皮奥伊州的一个市镇。总面积1716.165平方公里，总人口3204人，人口密度1.9人/平方公里。